# Okruschita
La okruschita és un mineral de la classe dels arsenats, que pertany al grup de la roscherita. Rep el nom del professor Martin Okrusch (1934-), de la Universitat de Würzburg, a Alemanya.

## Característiques
La okruschita és un arsenat de fórmula química Ca₂Mn²⁺₅Be₄(AsO₄)₆(OH)₄(H₂O)₆. Va ser aprovada com a espècie vàlida per l'Associació Mineralògica Internacional l'any 2013. Cristal·litza en el sistema monoclínic, i es troba com agregats tabulars de fins a 0,15 × 0,3 × 0,3 mm de grandària en forma de llistons corbats i una mica desalineats.
L'exemplar que va servir per a determinar l'espècie, el que es coneix com a material tipus, es troba conservat a les col·leccions del Museu Mineralògic Fersman de l'Acadèmia Russa de les Ciències de Moscou, Rússia, amb número de registre 4434/1.

## Formació i jaciments
Va ser descoberta a la pedrera Fuchs, a Hartkoppe, dins la regió històrica de Francònia (Baviera, Alemanya), on sol trobar-se associada a altres minerals com la braunita, i l'arseniosiderita. Es tracta de l'únic indret on ha estat trobada aquesta espècie mineral.